# بيريوزوفسكي (مقاطعة كيميروفو)
بيريوزوفسكي (بالروسية: Березовский) هي إحدى مدن روسيا في مقاطعة كيمروفسكايا.